# Olof Persson
Olof Persson (født 5. maj 1978) er en tidligere svensk fodboldspiller samt en nuværende fodboldtræner, som var en meget hovedstødsstærk midterforsvar, som spillede 4 A-landskampe for Sverige.
Tidligere klubber: Oxie IF (1995), Malmö FF (1995-2001), FC Tirol (2002), igen Malmö FF (2002-2006) og AGF (2007-2006).
Han har altså spillet i Malmö FF i næsten hele sin karriere og opnået 350 kampe for klubben. Det var også her, han spillede sammen med den nuværende sportschef i AGF, Brian Steen Nielsen, som derfor kendte Persson godt. I FC Tirol var han med til at blive østrigsk mester, inden klubben kort efter gik konkurs. Nogle uger efter ankomsten fra Malmø FF fik han en korsbåndsskade og fik der aldrig spillet en officiel kamp for AGF inden han i 2008 stoppede karrieren. Persson forlod MFF efter kontroverser med træneren, Sören Åkeby, som i øvrigt har en fortid i netop AGF.